# Менаџерска болест
Менаџерска болест је колоквијални израз за различите облике психосоматских поремећаја који су резултат преоптерећења, сталног стања раздражљивости, нерационалног начина рада и живота, нередовне исхране и одсуства од породице. Обично се јавља код особа средње животне доби на руководећим положајима.